# 近藤富枝
近藤 富枝（こんどう とみえ、1922年8月19日 - 2016年7月24日）は、日本の作家、エッセイスト。旧名：水島富枝。夫は軍事史研究家の土門周平。

## 略歴
東京府東京市日本橋区矢ノ倉町（現：東京都中央区東日本橋一丁目）の袋物問屋に生まれる。1929年に、父の破産で一家離散となり、一人で父方の祖父母の家にひきとられ、東京市田端で育つ。祖父・水島辨治郎は、日本橋の金襖問屋・増見屋の8代目水島三右衛門の次男だった。
東洋高等女学校卒業。東京女子大学国語専攻部に在学中に演劇に熱中し、1942年新劇団「芸術小劇場」（北村喜八・村瀬幸子が主催）の研究生、のち文学座の研究生となる。1943年に大学卒業後、文部省教学局国語課勤務。1944年から、日本放送協会でアナウンサーとして1年余勤務。
1946年、田端での家作の元住人で、元軍人の近藤新治（のち、軍事史研究家となり筆名土門周平となる）と結婚。以後約20年の主婦生活をおくる。1963年「週刊朝日」のルポに『私の八月十五日』が特選となるなど、各雑誌に入選多数で、主婦の友社の専属ルポライターとなり、文筆業に入る。
初めは明治・大正の文学者について調査研究を行い、その後は着物や布についてのエッセイが多い。『宵待草殺人事件』『鹿鳴館殺人事件』というミステリ作品も発表。『矢田津世子全集』の編纂も行なった。1981年、NHK連続テレビ小説『本日も晴天なり』の主人公のモデルとなる。1986年から1993年にかけて、武蔵野女子大学で教鞭を執った。
財団法人民族衣裳文化普及協会理事、王朝継ぎ紙研究会を主宰。
2016年7月25日、老衰のため逝去。93歳没。

## 親族・交友
娘の近藤陽子は、講談社の編集者から「王朝継ぎ紙研究会」に参加して講師をつとめる。息子は著書「アップル操縦法入門」を執筆するなどAppleの日本での勃興時にかかわった近藤龍太郎。Appleを初期に扱う代理店であったESD社の社長の水島敏雄は、近藤の弟で、龍太郎にとっては叔父にあたる。
作家の森まゆみは姪。武蔵野大学大学院言語文化研究科教授の堀井惠子も姪。化学者の水島三一郎は生家である水島家の本家当主だった。水島恭愛（ハクビ京都きもの学院理事長・民族衣裳文化普及協会会長）は従兄弟。また、近藤の叔母（父親の妹）の延子は、本郷菊富士ホテル経営者・羽根田幸之助の長男・羽根田冨士雄の妻。
作家の瀬戸内寂聴は東京女子大学時代からの友人。作家の阿刀田高の姉（阿刀田稔子）とも東京女子大学の同級生で友人であった。

## 受賞
- 1983年 日本文芸大賞(第3回女流文学賞）「本郷菊富士ホテル」
- 1999年 北区区民文化賞

## 著書
- 『本郷菊富士ホテル 文壇資料』講談社 1974 全国書誌番号:75017916、NCID BN06404416。 のち中公文庫
- 『田端文士村 文壇資料』講談社 1975 全国書誌番号:75006557、NCID BN06404471。 のち中公文庫
- 『馬込文学地図 文壇資料』講談社 1976 全国書誌番号:75017307、NCID BN05069870。 のち中公文庫
- 『花蔭の人 矢田津世子の生涯』講談社 1978 全国書誌番号:78018456、NCID BN00420114。 のち文庫
- 『なぜ自立なのか 自らをきり拓いた女たちの光と影』海竜社 1979 全国書誌番号:80001037、NCID BN04732425。
- 『鹿鳴館貴婦人考』講談社 1980 全国書誌番号:81004507、NCID BN01120987。 のち文庫
- 『枯木に花の物語』講談社 1981 全国書誌番号:81049192、NCID BN12440367。
- 『服装から見た源氏物語』文化出版局 1982 全国書誌番号:82030329、NCID BN02211567。 のち朝日文庫、PHP文庫
- 『相聞 文学者たちの愛の軌跡』中央公論社 1982 全国書誌番号:82035015、NCID BN08598798。 のち文庫
- 『モナ・リザは歩み去れり 明治四十年代の吉原』講談社 1983 ISBN 4062005085 「今は幻吉原のものがたり」文庫
- 『色かくし』文化出版局 1984 全国書誌番号:84047741、NCID BA47262911。
- 『愛一通の手紙 炎の作家15人の愛の書簡集』主婦の友社 1984 ISBN 4079198841
- 『宵待草殺人事件』講談社 1984 ISBN 4062015579
- 『装いの女ごころ もうひとつの日本女装史』講談社 1985 ISBN 4062012243
- 『鹿鳴館殺人事件』中央公論社(C★NOVELS) 1986 ISBN 4125000735
- 『待てど暮せど来ぬひとを 小説竹久夢二』講談社 1987 ISBN 4062035146
- 『愉しい王朝継ぎ紙 手づくり小物三十一点』海竜社 1987 ISBN 4759301968
- 『夢二暮色』講談社 1989 ISBN 406204305X
- 『信濃追分文学譜』中央公論社 1990 ISBN 4120019225 のち文庫
- 『自分を磨く女の心わざ 愛・仕事・暮らし』海竜社 1990 ISBN 4759302522
- 『きものがたり・今昔』講談社 1991 ISBN 4062051648
- 『紫式部の恋』講談社 1992 ISBN 4062056984 のち河出文庫
- 『移り行く姿』彩樹社 1993 ISBN 4795239258
- 『矢ノ倉は水の匂いにつつまれて 追憶の下町』都市出版 1995 ISBN 4924831182
- 『近藤富枝と読む源氏物語 千年めの男ぎみと女ぎみ』オリジン社 1996 ISBN 4072194190「読み解き源氏物語」河出文庫
- 『夫と妻の元気な老い仕度』海竜社 1997 ISBN 4759305238
- 『色に聴く』ハクビ出版局 1997 ISBN 4916102037
- 『近藤富枝のきもの優遊 だれでも素敵な着こなしが楽しめる』講談社 1998 ISBN 4062091992
- 『老いのくり言、笑うなかれ』講談社 1999 ISBN 4062100029
- 『江戸の花女御 東福門院和子』毎日新聞社 2000 ISBN 4620106097
- 『美しい日本の暮らし』平凡社 2002 ISBN 4582831249
- 『文士のきもの』河出書房新社、2008 ISBN 978-4309018911
- 『荷風と左団次－交情蜜のごとし』河出書房新社、2009 ISBN 978-4309019451
- 『きもので読む源氏物語』河出書房新社、2010 ISBN 978-4309019796
- 『きもの名人』河出書房新社 2012 ISBN 978-4309020938
- 『大本営発表のマイク　私の十五年戦争』河出書房新社、2013 ISBN 978-4309022123

## 共編著
- 永井荷風文がたみ ほろびし東京の歌（編著）宝文館出版 1968 全国書誌番号:68005522、NCID BA36043053。
- 王朝継ぎ紙（編著）毎日新聞社 1985 全国書誌番号:85043364、NCID BN03332476。
- 矢田津世子全集 共編 小澤書店 1989 全国書誌番号:89044410、NCID BN03801792。
- 一葉のきもの 森まゆみ共著 河出書房新社(らんぷの本)  2005 ISBN 430972745X
- 王朝継ぎ紙の世界　近藤陽子共著、写真・近藤龍太郎　河出書房新社 2006 ISBN 4309269303

## テレビ出演
- 一枚の写真（1991年10月25日、フジテレビ）
- 光る君（2014年1月、シアター・テレビジョン）